# ستيفي راي (مقاتل)
ستيفي راي (بالإنجليزية: Stevie Ray؛ مواليد 25 مارس 1990) هو مُقاتل فنون قتالية مختلطة اسكتلندي سابق.

## وصلات خارجية
- ستيفي راي (مقاتل) على موقع يو إف سي (الإنجليزية)
- ستيفي راي (مقاتل) على موقع شيردوغ (الإنجليزية)
- ستيفي راي (مقاتل) على موقع Tapology.com (الإنجليزية)
- ستيفي راي (مقاتل) على موقع IMDb (الإنجليزية)